# Malmsjön (Fors socken, Jämtland)
Malmsjön är en sjö i Ragunda kommun och Sundsvalls kommun i Jämtland och ingår i Ångermanälvens huvudavrinningsområde. Sjön har en area på 0,373 kvadratkilometer och ligger 345,1 meter över havet. Sjön avvattnas av vattendraget Malmån (Långsån).

## Delavrinningsområde
Malmsjön ingår i det delavrinningsområde (698064-156018) som SMHI kallar för Inloppet i Långsjön. Medelhöjden är 380 meter över havet och ytan är 17,68 kvadratkilometer. Det finns inga avrinningsområden uppströms utan avrinningsområdet är högsta punkten. Malmån (Långsån) som avvattnar avrinningsområdet har biflödesordning 4, vilket innebär att vattnet flödar genom totalt 4 vattendrag innan det når havet efter 105 kilometer. Avrinningsområdet består mestadels av skog (77 procent) och sankmarker (18 procent). Avrinningsområdet har 0,4 kvadratkilometer vattenytor vilket ger det en sjöprocent på 2,3 procent.